# 13729 Nicolewen
A 13729 Nicolewen (ideiglenes jelöléssel 1998 RO22) a Naprendszer kisbolygóövében található aszteroida. A LINEAR projekt keretében fedezték fel 1998. szeptember 14-én.